# Molibdenian rubidu
Molibdenian rubidu, Rb
2MoO
4 – nieorganiczny związek chemiczny, sól rubidowa kwasu molibdenowego. Otrzymuje się go przez rozpuszczanie MoO3 w ciepłym roztworze RbOH.
Jest to biały, bezwonny proszek rozpuszczalny w wodzie.